# Rue du Bourg-l'Abbé
Pour les articles homonymes, voir Rue du Bourg-l'Abbé (ancienne, Paris) et Bourg-l'Abbé.
La rue du Bourg-l'Abbé, anciennement rue Neuve-du-Bourg-l'Abbé, est une voie du 3e arrondissement de Paris, en France.
Elle ne doit pas être confondue avec l'ancienne rue du Bourg-l'Abbé, absorbée par le boulevard de Sébastopol.

## Situation et accès
La rue du Bourg-l'Abbé est une voie publique située dans le 3e arrondissement de Paris. Elle débute au 203 bis, rue Saint-Martin et se termine au 66, boulevard de Sébastopol.

## Origine du nom
Elle porte le nom d'un village appelé « Bourg-l'Abbé », ainsi nommé car il dépendait de l'abbé de Saint-Martin.

## Historique
Une ordonnance du 28 mai 1829 autorise l'ouverture d'une voie d'une largeur de 10 m et dont la hauteur des maisons ne doit pas dépasser 16 mètres,. Un décret du 24 juillet 1934 prévoit des pans coupés de 8 mètres aux angles de la rue Saint-Martin. Elle est nommée « rue Neuve-Bourg-l’Abbé ».
En 1881, elle est renommée « rue du Bourg-l'Abbé », l'ancienne rue du Bourg-l'Abbé ayant disparu.

## Bâtiments remarquables et lieux de mémoire

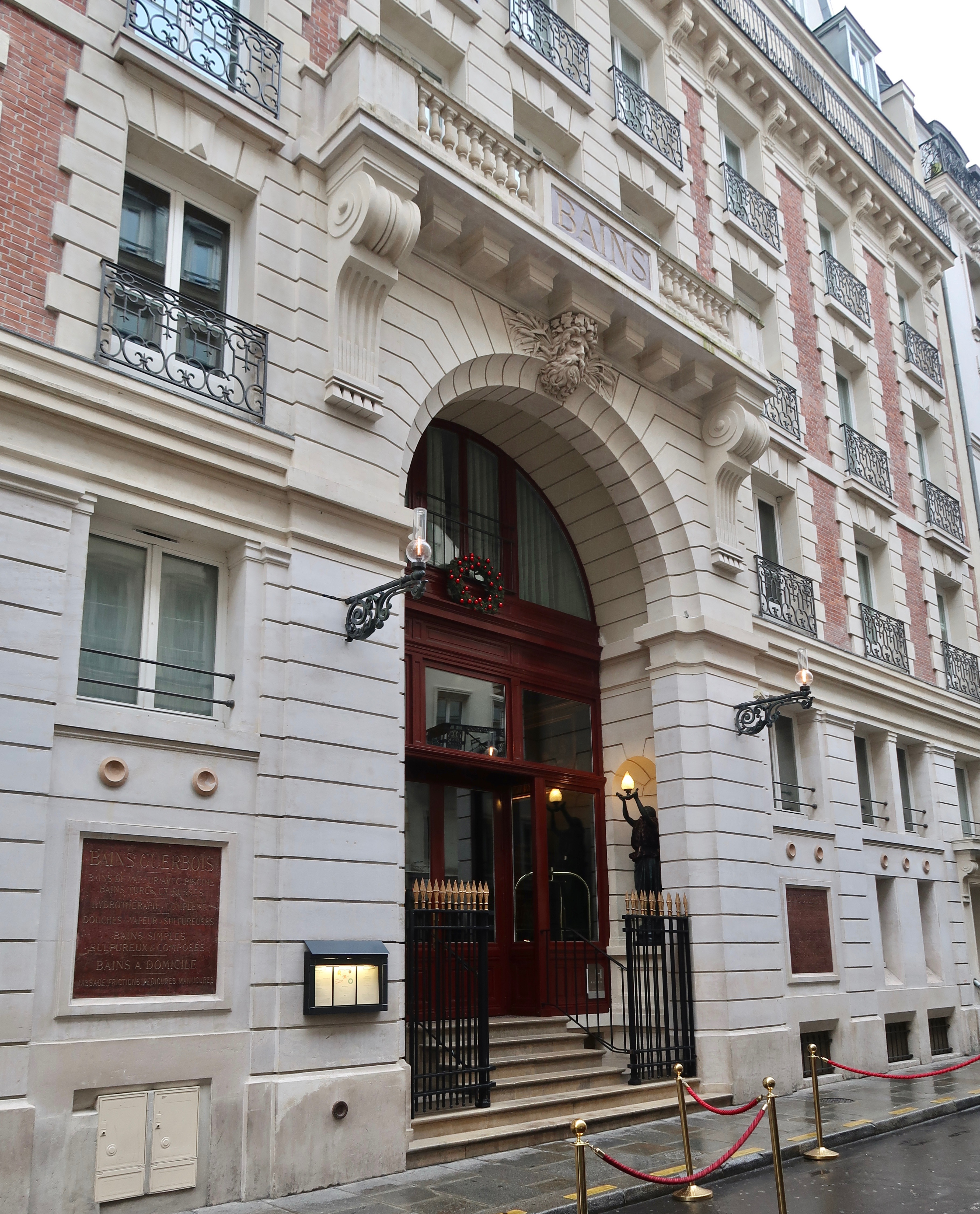
Entrée des Bains Douches.

- No 7 : ici se trouvait la mythique boîte de nuit Les Bains Douches.
- No 33 : à cet endroit fut fondée en 1799 la fabrique de masques de Chol et Marassi, masques à mâchoire mouvante ; il en existait plus de 250 modèles[5].
- Mozart y a séjourné en 1778[6]. Remplacé. L'un des trois endroits de 1778[pas clair].

## Pour approfondir